# Давыдов, Виталий Семёнович
Виталий Семёнович Давы́дов (род. 3 апреля 1939, Москва) — советский хоккеист, защитник. Заслуженный мастер спорта СССР (1963). Заслуженный тренер СССР (1979).
Выступал за «Динамо» (Москва) (1957—1973).

## Биография
Начинал с дворового хоккея. Играл в юношеской команде «Динамо» Москва, а с 1957 г. — во взрослой. Начинал выступления в хоккее как нападающий, играл в клубной команде «Динамо» вместе с Юрзиновым. В основной команде «Динамо» был переведен Аркадием Чернышёвым в защиту из-за дефицита защитников. Игра в защите пришлась Давыдову по нраву, поскольку предпочитал силовую манеру игры.
Про Давыдова-хоккеиста Анатолий Тарасов писал:

«В нашей сборной всегда подбирались удалые и боевые хоккеисты. Но и они были однажды изумлены подвигом — не побоюсь употребить именно это слово — защитника Виталия Давыдова.
Дело было в США, в штате Колорадо, где мы встречались со сборной Канады. Во втором периоде центрфорвард Бурбоннэ, видя, что не может честно выиграть единоборство у Давыдова, нанес ему удар клюшкой. Как топором, держа двумя руками, ударил. И пришелся удар по нижней челюсти Виталия. Упал наш защитник, но увидел, что канадец, подхватив шайбу, один устремился к воротам сборной СССР, вскочил и, прижав левую руку к окровавленному лицу, помчался за ним вдогонку.
Далее произошло неожиданное даже для нас, тренеров, видавших многое. Виталий догнал канадца, выбил у него в падении шайбу и отвел угрозу. Подняться со льда сил у Виталия ещё хватило. К борту его уже везли под руки товарищи. А когда подвезли, Виталий потерял сознание.
В госпитале поставили диагноз — нижняя челюсть Виталия была сломана в восьми местах. Какую же силу воли нужно было иметь, чтобы, несмотря на адскую боль, броситься не к медикам, а на помощь своему вратарю…».

## Достижения
- Трёхкратный Олимпийский чемпион (1964, 1968, 1972).
- Чемпион мира 1963—1971. На ЧМ и ЗОИ — 72 матча, забил 2 гола. В 1967 признан лучшим защитником чемпионата мира.
- Второй призёр чемпионатов СССР 1959, 1960, 1962—1964, 1971, 1972; третий призёр 1958, 1966—1969.
- Обладатель Кубка СССР 1972.

В чемпионатах СССР сыграл 519 матчей, забросил 39 шайб.

## Карьера тренера и функционера
Возглавлял юношескую сборная СССР, молодёжную сборную СССР (обе сборные под его руководством становились чемпионами мира — ЧЕ-1976 и ЧМ-1977), клуб «Динамо» Москва (старший тренер в 1979—1981)
В 1981—1984 тренировал венгерский хоккейный клуб «Уйпешт Дожа» (два чемпионских звания, три кубка Венгрии, один раз серебро чемпионата), затем — сборную Венгрии (при нём команда перешла из класса «С» в класс «В»).
По возвращении в Москву работал в должности начальника ХК «Динамо».
В связи с 50-летием российского хоккея отмечен специальным призом Федерации хоккея России в числе шести лучших защитников страны за всю историю. Награждён Почетным Знаком «За заслуги в развитии физической культуры и спорта» (1999).
В 2004 году введен в Зал славы ИИХФ и в Зал Славы отечественного хоккея.
Окончил МОПИ (1965), преподаватель. Член КПСС с 1970 года.
Президент РОО ветеранов хоккея «Динамо».

## Награды
- орден «За заслуги перед Отечеством» IV степени (2011)
- Орден Александра Невского (Россия) (6 июня 2023) — за высокие спортивные достижения, большой вклад в популяризацию отечественного спорта и активное участие в развитии физической культуры страны[5]
- орден Трудового Красного Знамени (03.03.1972)
- 2 ордена «Знак Почёта» (1968, 1979)
- 2 медали «За трудовую доблесть» (1965, 1969)
- Почётная грамота Президента Российской Федерации (2013)
- венгерский орден Труда бронзовой степени
- Почётная грамота Президиума Верховного совета Российской Федерации (26 апреля 1993) — за долголетнюю плодотворную работу, большие личные заслуги в развитии физической культуры и спорта в Российской Федерации и в связи с 70-летием со дня образования первого в России физкультурно — спортивного общества «Динамо»[6]